# Brachypogon
Brachypogon is een geslacht van stekende muggen uit de familie van de knutten (Ceratopogonidae).

## Soorten
- B. alpinus (Clastrier, 1961)
- B. aquilonalis (Clastrier, 1961)
- B. babiogorenis Szadziewski, 1994
- B. beaufortanensis Delecolle & Rieb, 1992
- B. beskidicus Krzywinski, 1994
- B. bialoviesicus Krzywinski, 1994
- B. borealis (Kieffer, 1919)
- B. canadensis Downes, 1976
- B. carpaticus Szadziewski, 1994
- B. clavatus (Clastrier, 1966)
- B. defectivus (Strobl, 1906)
- B. fagicola Delecolle & Schiegg, 1999
- B. flaviventris (Kieffer, 1919)
- B. griseipennis (Stora, 1945)
- B. hudjakovi (Remm, 1974)
- B. hyperboreus (Clastrier, 1961)
- B. incompletus (Kieffer, 1925)

- B. kokocinskii Szadziewski, 1983
- B. longipalpis (Kieffer, 1925)
- B. magnipalpis (Clastrier, 1961)
- B. nieves (Havelka, 1976)
- B. nitidulus (Edwards, 1921)
- B. norvegicus Szadziewski & Hagan, 2000
- B. perpusillus (Edwards, 1921)
- B. pruinosa (Wirth, 1952)
- B. serrata (Lewis, 1956)
- B. silecis Szadziewski, 1990
- B. sociabilis (Goetghebuer, 1920)
- B. stigmalis (Coquillett, 1902)
- B. turkestanicus (Remm, 1974)
- B. vaillanti (Mayer, 1955)
- B. vitiosus (Winnertz, 1852)
- B. zavoicus Szadziewski, 1994